# Nils Berglund (konstnär)
Nils Erik Berglund, född 1 mars 1923 i Landskrona, Malmöhus län, död 25 april 2012 i Dösjebro, Västra Karaby församling, Skåne län
, var en svensk grafiker och illustratör 
Berglund var född och uppväxt i Landskrona. Han som arbetade mycket med grafik och teckning i både svart och vitt och färg har haft störst framgång med sina naturalistiska studier av djur, fåglar och jaktmotiv.
Berglund var en av medlemmarna i Grupp-K.